# Bahnstrecke Parchim–Neubrandenburg
| |                                                                              |                                          |                                          |
| Streckennummer (DB): | 6935 (Parchim–Waren (Müritz)) 6767 (Kargow–Neubrandenburg)                   |                                          |                                          |
| Kursbuchstrecke (DB): | 172                                                                          |                                          |                                          |
| Kursbuchstrecke: | 104e (1934) 119k (Parchim – Karow (Meckl) 1946) 119k (Malchow – Kargow 1946) |                                          |                                          |
| Streckenlänge: | 117,1 km                                                                     |                                          |                                          |
| Spurweite: | 1435 mm (Normalspur)                                                         |                                          |                                          |
| Streckenklasse: | D4                                                                           |                                          |                                          |
| Streckengeschwindigkeit: | 80 km/h                                                                      |                                          |                                          |
| |                                                                              |                                          |                                          |
| \| \| \| von Ludwigslust \| \| \| \| \| von Suckow \| \| \| \| 25,900 \| Parchim \| Parchim \| \| \| \| Elde \| \| \| \| \| nach Schwerin \| \| \| \| 26,661 \| Infrastrukturgrenze DB InfraGO / RIN \| Infrastrukturgrenze DB InfraGO / RIN \| \| \| \| B 321 \| \| \| \| 27,200 \| Anst Neuhof \| Anst Neuhof \| \| \| 28,100 \| Awanst Zölkow \| Awanst Zölkow \| \| \| 30,650 \| Awanst Darze \| Awanst Darze \| \| \| 34,400 \| Rom (Meckl) (zuletzt Hp) \| Rom (Meckl) (zuletzt Hp) \| \| \| \| Ldst Lutheran \| \| \| \| 40,200 \| Lübz \| Lübz \| \| \| 45,400 \| Passow (Meckl) (früher Bahnhof) \| Passow (Meckl) (früher Bahnhof) \| \| \| 50,700 \| Gallin (früher Bahnhof) \| Gallin (früher Bahnhof) \| \| \| \| Ldst Daschow \| \| \| \| 56,800 \| Zarchlin (zuletzt Hp) \| Zarchlin (zuletzt Hp) \| \| \| 58,700 \| Anst Karow (Meckl) Mecklenburger Landgut \| Anst Karow (Meckl) Mecklenburger Landgut \| \| \| \| B 192 \| \| \| \| 60,425 \| ehem. Infrastrukturgrenze DB Netz / RIN \| ehem. Infrastrukturgrenze DB Netz / RIN \| \| \| \| von Wismar, von Güstrow \| \| \| \| 61,000 \| Karow (Meckl) \| Karow (Meckl) \| \| \| \| nach Meyenburg \| \| \| \| 67,440 \| Alt Schwerin (früher Bahnhof) \| Alt Schwerin (früher Bahnhof) \| \| \| \| A 19 \| \| \| \| 70,760 \| Malchow Krebssee \| Malchow Krebssee \| \| \| 72,840 \| Anst Malchow (Meckl) Gewerbepark \| Anst Malchow (Meckl) Gewerbepark \| \| \| 73,350 \| Inselstadt Malchow (Bft, seit 2012) \| Inselstadt Malchow (Bft, seit 2012) \| \| \| 73,800 \| Malchow (Meckl) (bis 2012 Personenbf) \| Malchow (Meckl) (bis 2012 Personenbf) \| \| \| 78,660 \| Nossentin (früher Bahnhof) \| Nossentin (früher Bahnhof) \| \| \| 86,280 \| Jabel (Meckl) (früher Bahnhof) \| Jabel (Meckl) (früher Bahnhof) \| \| \| 90,750 \| Schwenzin \| Schwenzin \| \| \| 91,990 \| Anst Warenshof \| Anst Warenshof \| \| \| 93,050 \| Warenshof \| Warenshof \| \| \| 93,492 \| Infrastrukturgrenze RIN / DB InfraGO \| Infrastrukturgrenze RIN / DB InfraGO \| \| \| \| von Warnemünde \| \| \| \| \| von Malchin \| \| \| \| 95,800 \| Waren (Müritz) \| Waren (Müritz) \| \| \| \| Anst Waren (Müritz) Hafen \| \| \| \| \| Waren (Müritz) Papenbergstraße \| \| \| \| 102,300 \| Kargow (bis 2011 Personenbf) \| Kargow (bis 2011 Personenbf) \| \| \| \| nach Neustrelitz \| \| \| \| 104,400 \| Charlottenhof \| Charlottenhof \| \| \| 106,500 \| Schwastorf-Dratow \| Schwastorf-Dratow \| \| \| 108,700 \| Klein Plasten \| Klein Plasten \| \| \| 113,500 \| Kraase \| Kraase \| \| \| 116,200 \| Möllenhagen (zuvor Bf) \| Möllenhagen (zuvor Bf) \| \| \| \| Industriegleis zum Betonwerk \| \| \| \| 120,700 \| Marihn \| Marihn \| \| \| 127,500 \| Penzlin (Meckl) \| Penzlin (Meckl) \| \| \| 132,600 \| Mallin \| Mallin \| \| \| 136,900 \| Wulkenzin \| Wulkenzin \| \| \| \| Industriegleis von Weitin \| \| \| \| \| von Friedland \| \| \| \| \| von Malchin \| \| \| \| \| von Demmin \| \| \| \| 143,000 \| Neubrandenburg \| Neubrandenburg \| \| \| \| nach Neustrelitz \| \| \| \| \| nach Pasewalk \| \| \| \| \| \| \| \| Quellen: [1] \| \| \| \| |                                                                              |                                          |                                          |
| Strecke |                                                                              | von Ludwigslust                          | von Ludwigslust                          |
| Abzweig geradeaus und ehemals von rechts |                                                                              | von Suckow                               | von Suckow                               |
| Bahnhof | 25,900                                                                       | Parchim                                  | Parchim                                  |
| Brücke über Wasserlauf |                                                                              | Elde                                     | Elde                                     |
| Abzweig geradeaus und nach links |                                                                              | nach Schwerin                            | nach Schwerin                            |
| Wechsel des Eisenbahninfrastrukturunternehmens | 26,661                                                                       | Infrastrukturgrenze DB InfraGO / RIN     | Infrastrukturgrenze DB InfraGO / RIN     |
| Bahnübergang |                                                                              | B 321                                    | B 321                                    |
| ehemalige Blockstelle | 27,200                                                                       | Anst Neuhof                              | Anst Neuhof                              |
| ehemalige Blockstelle | 28,100                                                                       | Awanst Zölkow                            | Awanst Zölkow                            |
| Blockstelle | 30,650                                                                       | Awanst Darze                             | Awanst Darze                             |
| ehemaliger Bahnhof | 34,400                                                                       | Rom (Meckl) (zuletzt Hp)                 | Rom (Meckl) (zuletzt Hp)                 |
| ehemalige Blockstelle |                                                                              | Ldst Lutheran                            | Ldst Lutheran                            |
| Bahnhof | 40,200                                                                       | Lübz                                     | Lübz                                     |
| Haltepunkt / Haltestelle | 45,400                                                                       | Passow (Meckl) (früher Bahnhof)          | Passow (Meckl) (früher Bahnhof)          |
| Haltepunkt / Haltestelle | 50,700                                                                       | Gallin (früher Bahnhof)                  | Gallin (früher Bahnhof)                  |
| ehemalige Blockstelle |                                                                              | Ldst Daschow                             | Ldst Daschow                             |
| ehemaliger Bahnhof | 56,800                                                                       | Zarchlin (zuletzt Hp)                    | Zarchlin (zuletzt Hp)                    |
| Blockstelle | 58,700                                                                       | Anst Karow (Meckl) Mecklenburger Landgut | Anst Karow (Meckl) Mecklenburger Landgut |
| Strecke mit Straßenbrücke |                                                                              | B 192                                    | B 192                                    |
| ehemaliger Wechsel des Eisenbahninfrastrukturunternehmens | 60,425                                                                       | ehem. Infrastrukturgrenze DB Netz / RIN  | ehem. Infrastrukturgrenze DB Netz / RIN  |
| Abzweig geradeaus und von links |                                                                              | von Wismar, von Güstrow                  | von Wismar, von Güstrow                  |
| Bahnhof | 61,000                                                                       | Karow (Meckl)                            | Karow (Meckl)                            |
| Abzweig geradeaus und nach rechts |                                                                              | nach Meyenburg                           | nach Meyenburg                           |
| Haltepunkt / Haltestelle | 67,440                                                                       | Alt Schwerin (früher Bahnhof)            | Alt Schwerin (früher Bahnhof)            |
| Strecke mit Straßenbrücke |                                                                              | A 19                                     | A 19                                     |
| Haltepunkt / Haltestelle | 70,760                                                                       | Malchow Krebssee                         | Malchow Krebssee                         |
| Blockstelle | 72,840                                                                       | Anst Malchow (Meckl) Gewerbepark         | Anst Malchow (Meckl) Gewerbepark         |
| Haltepunkt / Haltestelle | 73,350                                                                       | Inselstadt Malchow (Bft, seit 2012)      | Inselstadt Malchow (Bft, seit 2012)      |
| Dienststation / Betriebs- oder Güterbahnhof | 73,800                                                                       | Malchow (Meckl) (bis 2012 Personenbf)    | Malchow (Meckl) (bis 2012 Personenbf)    |
| Haltepunkt / Haltestelle | 78,660                                                                       | Nossentin (früher Bahnhof)               | Nossentin (früher Bahnhof)               |
| Haltepunkt / Haltestelle | 86,280                                                                       | Jabel (Meckl) (früher Bahnhof)           | Jabel (Meckl) (früher Bahnhof)           |
| Haltepunkt / Haltestelle | 90,750                                                                       | Schwenzin                                | Schwenzin                                |
| Blockstelle | 91,990                                                                       | Anst Warenshof                           | Anst Warenshof                           |
| Haltepunkt / Haltestelle | 93,050                                                                       | Warenshof                                | Warenshof                                |
| Wechsel des Eisenbahninfrastrukturunternehmens | 93,492                                                                       | Infrastrukturgrenze RIN / DB InfraGO     | Infrastrukturgrenze RIN / DB InfraGO     |
| Abzweig geradeaus und von links |                                                                              | von Warnemünde                           | von Warnemünde                           |
| Abzweig geradeaus und ehemals von links |                                                                              | von Malchin                              | von Malchin                              |
| Bahnhof | 95,800                                                                       | Waren (Müritz)                           | Waren (Müritz)                           |
| ehemalige Blockstelle |                                                                              | Anst Waren (Müritz) Hafen                | Anst Waren (Müritz) Hafen                |
| ehemaliger Haltepunkt / Haltestelle |                                                                              | Waren (Müritz) Papenbergstraße           | Waren (Müritz) Papenbergstraße           |
| Dienststation / Betriebs- oder Güterbahnhof | 102,300                                                                      | Kargow (bis 2011 Personenbf)             | Kargow (bis 2011 Personenbf)             |
| Abzweig geradeaus und nach rechts |                                                                              | nach Neustrelitz                         | nach Neustrelitz                         |
| ehemaliger Haltepunkt / Haltestelle | 104,400                                                                      | Charlottenhof                            | Charlottenhof                            |
| ehemaliger Haltepunkt / Haltestelle | 106,500                                                                      | Schwastorf-Dratow                        | Schwastorf-Dratow                        |
| ehemaliger Haltepunkt / Haltestelle | 108,700                                                                      | Klein Plasten                            | Klein Plasten                            |
| ehemaliger Haltepunkt / Haltestelle | 113,500                                                                      | Kraase                                   | Kraase                                   |
| Dienststation / Betriebs- oder Güterbahnhof | 116,200                                                                      | Möllenhagen (zuvor Bf)                   | Möllenhagen (zuvor Bf)                   |
| Abzweig geradeaus und von rechts |                                                                              | Industriegleis zum Betonwerk             | Industriegleis zum Betonwerk             |
| Haltepunkt / Haltestelle (Strecke außer Betrieb) | 120,700                                                                      | Marihn                                   | Marihn                                   |
| Bahnhof (Strecke außer Betrieb) | 127,500                                                                      | Penzlin (Meckl)                          | Penzlin (Meckl)                          |
| Bahnhof (Strecke außer Betrieb) | 132,600                                                                      | Mallin                                   | Mallin                                   |
| Bahnhof (Strecke außer Betrieb) | 136,900                                                                      | Wulkenzin                                | Wulkenzin                                |
| Abzweig ehemals geradeaus und von links |                                                                              | Industriegleis von Weitin                | Industriegleis von Weitin                |
| Abzweig geradeaus und ehemals von links |                                                                              | von Friedland                            | von Friedland                            |
| Abzweig geradeaus und von links |                                                                              | von Malchin                              | von Malchin                              |
| Abzweig geradeaus und von links |                                                                              | von Demmin                               | von Demmin                               |
| Bahnhof | 143,000                                                                      | Neubrandenburg                           | Neubrandenburg                           |
| Abzweig geradeaus und nach rechts |                                                                              | nach Neustrelitz                         | nach Neustrelitz                         |
| Strecke |                                                                              | nach Pasewalk                            | nach Pasewalk                            |
| |                                                                              |                                          |                                          |
| Quellen: |                                                                              |                                          |                                          |

Die Bahnstrecke Parchim–Neubrandenburg oder Mecklenburgische Südbahn ist eine Bahnstrecke im Süden des Bundeslandes Mecklenburg-Vorpommern. Sie wurde von der Mecklenburgischen Südbahn-Gesellschaft betrieben, die 1894 in der Friedrich-Franz-Eisenbahn-Gesellschaft aufging. Heute ist der Abschnitt Möllenhagen–Neubrandenburg abgebaut, während die übrige Strecke von Parchim bis Waren (Müritz) von der Regio Infra Nord-Ost GmbH betrieben wird.

## Geschichte

### Mecklenburgische Südbahn
Um die Bahnstrecke Ludwigslust–Parchim nach Osten bis zum Anschluss an die Friedrich-Franz-Eisenbahn in Neubrandenburg in Mecklenburg-Strelitz zu verlängern, gründete sich 1883 die Aktiengesellschaft Mecklenburgische Südbahn-Gesellschaft in Parchim. Anteilseigner waren die Städte Parchim, Lübz, Waren (Müritz), Penzlin und Neubrandenburg, die Norddeutsche Bank in Hamburg sowie die Lokaleisenbahn-Betriebs-Gesellschaft in Hamburg. Am 20. Juli 1883 wurde die Konzession von Mecklenburg-Schwerin und am 2. August 1883 von Mecklenburg-Strelitz erteilt.
Der Güterverkehr wurde auf beiden Strecken am 20. Januar 1885 eröffnet, der Personenverkehr folgte eine Woche später am 28. Januar 1885. Ursprünglich sollte die Lokaleisenbahn-Betriebs-Gesellschaft aus Hamburg die Strecke betreiben. Die Betriebsführung ging später auf die Centralverwaltung für Secundairbahnen Herrmann Bachstein in Berlin über.
Der Verkehr auf der Strecke hatte überwiegend lokalen Charakter. Bis 1888 wiesen die Bilanzen der Gesellschaft ein negatives Ergebnis auf.
Im Laufe der Verstaatlichungsbemühungen der Mecklenburgischen Regierung erwarb diese zum 1. April 1894 die Mecklenburgische Südbahn gleichzeitig mit der Lloydbahn und gliederte sie in die Großherzoglich Mecklenburgische Friedrich-Franz-Eisenbahn ein. Dabei wurden deren acht Lokomotiven übernommen.

### Betrieb in Staatseigentum
Nach der Gründung der Deutschen Reichsbahn 1920 übernahm diese den Betrieb auf der Strecke, auf der ab 1939 die verkehrstechnische Anbindung an das Munitions- und Sprengstoffwerk Malchow erfolgte. Nach Kriegsende 1945 wurden die Abschnitte Karow–Malchow und Kargow–Neubrandenburg als Reparationsleistung abgebaut. 1946 begann von Kargow aus ein Wiederaufbau in Richtung Neubrandenburg, allerdings nur bis Möllenhagen. Dieser Abschnitt wurde im Juni 1947 wiedereröffnet. Am 1. Juni 1968 wurde die Lücke zwischen Karow und Malchow geschlossen. Der Personenverkehr auf der nunmehrigen Stichstrecke nach Möllenhagen wurde 1970 eingestellt, die Strecke aber für den Güterverkehr zum heutigen Durtrack-Betonwerk, einem großen Produzenten von Betonschwellen, weiterbetrieben.

### Nach dem Jahr 1994
Seit dem 1. Juni 1996 ist die Strecke von Kargow bis Möllenhagen ein Bahnhofsgleis des Bahnhofs Kargow.
Der abgebaute Abschnitt von Möllenhagen nach Neubrandenburg dient heute als Radwanderweg. Der Abschnitt Kargow–Möllenhagen wird vom Güterkehr zum Betonschwellenwerk Möllenhagen genutzt. Er wird überwiegend von der DB Cargo Deutschland abgewickelt. Der Personenverkehr auf dem Abschnitt Parchim–Waren–Kargow und weiter in Richtung Neustrelitz wurde von Dezember 2002 bis Dezember 2014 durch die ODEG betrieben.
Die Prignitzer Eisenbahn Infrastruktur GmbH (PEI) pachtete zum 1. März 2008 die Gleisanlagen des Streckenabschnitts von Karow (Meckl) bis Waren (Müritz) von der DB Netz, später kam sie auch in den Besitz des Unternehmens. Seit dem 10. Juli 2012 betreibt die RegioInfra Gesellschaft mbH (RIG) diesen Abschnitt. Die RegioInfra hatte die PEI rückwirkend zum 1. Januar 2012 übernommen. Im Dezember 2012 wurde der Haltepunkt Inselstadt Malchow eröffnet, der etwas südlich des Bahnhofs Malchow in günstigerer Lage zum Stadtkern liegt. Der alte Bahnhof wird von Reisezügen seitdem nicht mehr bedient, aber weiterhin für Zugkreuzungen genutzt.
Ebenfalls im Dezember 2012 wurde allerdings das Angebot auf der Strecke östlich von Lübz aufgrund von umfangreichen Sparmaßnahmen des Landes Mecklenburg-Vorpommern im SPNV deutlich reduziert. Da verschiedene Verbindungen vormittags und in den Abendstunden gestrichen wurden und die übrigen oft sehr schlecht mit langen Wartezeiten auf einander abgestimmt waren, existierte seitdem kein durchgehender Zweistundentakt mehr.
Das Land Mecklenburg-Vorpommern zog im März 2012 die Ausschreibung des „Loses Parchim“ zurück, zu dem auch der Verkehr auf der Südbahn gehört, um Einsparpotenzial zu ermitteln. Am 13. September 2013 verkündete Verkehrsminister Schlotmann die Einstellung des Schienenverkehrs auf dem größten Teil der Strecke. Zwischen Malchow und Parchim fahren seit Dezember 2014 Busse. Auf der Strecke von Hagenow nach Parchim verkehrt die Linie R3 weiterhin. Nur zwischen Inselstadt Malchow und Waren werden noch Züge durch das Land Mecklenburg-Vorpommern bestellt, wobei sich das Angebot auf sechs Fahrtenpaare am Tag beschränkt. DB Regio betreibt diese Züge unter der Linienbezeichnung RB15. Selten verkehren außerdem noch Güterzüge zum Bundeswehrdepot, welches östlich von Warenshof über einen eigenen Gleisanschluss verfügt.
Angesichts der Einstellung des SPNVs und anstehender Investitionen erklärte DB Netz den Streckenabschnitt zwischen Parchim und Karow nicht mehr wirtschaftlich betreiben zu können und schrieb diesen deshalb Ende Januar 2014 zur Abgabe an andere Eisenbahninfrastrukturunternehmen (EIU) aus. Anfang Dezember 2014 übernahm die Regio Infra Nord-Ost (RIN) den Streckenabschnitt Parchim – Karow von DB Netz.
Seit August 2016 transportiert DB Cargo Holz nach Malchow Bauhof.
Nach Abbestellung des Abschnittes Inselstadt Malchow – Parchim ab 14. Dezember 2014 übernahm zunächst die mit der RIN in einer Unternehmensgruppe verbundene Hanseatische Eisenbahn (HANS) eigenwirtschaftlich den SPNV zwischen Inselstadt Malchow und Parchim. Jedoch stellte HANS den Verkehr wieder zum 30. April 2015 ein, da eine finanzielle Unterstützung durch das Land und die Landkreise ausblieb und da der parallele Busverkehr eine Konkurrenz darstellte.
Im Sommer 2017 wurde durch den Fahrgastverband Pro Bahn an vier Wochenenden, anlässlich des Malchower Volksfests und zur Plauer Badewannen-Rallye, ein kleiner Saisonverkehr auf der Südbahn sowie auf der Strecke Güstrow–Plau bestellt. Rund 600 Fahrgäste nutzten dieses Angebot. Es wurde für die kommenden Jahre eine finanzielle Unterstützung durch die öffentliche Hand angestrebt. Mit Hilfe eines Zuschusses vom Landkreis Ludwigslust-Parchim konnte das Angebot im Sommer 2018 auf sechs Wochenenden erweitert werden. Auch 2019 wurde der Saisonverkehr an vier Sommer-Wochenenden angeboten, wobei es zusätzlich an sieben Donnerstagen ein Zugpaar von Parchim zur Landesgartenschau Wittstock mit Umstieg in Pritzwalk gab.
Zum Fahrplanwechsel am 9. Dezember 2017 ging die Aufgabenträgerschaft des Regionalverkehrs auf dem Restabschnitt Inselstadt Malchow – Waren in die Verantwortung des Landkreises Mecklenburgische Seenplatte über. Das Land Mecklenburg-Vorpommern zahlt in den nächsten zehn Jahren einen jährlichen Zuschuss von zunächst 650.000 Euro, der später auf 420.000 Euro abgesenkt werden soll. Der Landkreis plant, die Verkehrsleistungen ab Dezember 2019 für einen Zeitraum von acht Jahren zu vergeben. Der Zuschlag soll in der Kreistagssitzung am 23. September 2019 erfolgen.[veraltet]
Während der Bauarbeiten im Bahnhof Waren (Müritz) wurde die Strecke zwischen Malchow und Waren für 13 Wochen gesperrt (vom 6. April bis 20. Juli 2019). Es fanden Arbeiten für die Einrichtung des technisch unterstützten Zugleitbetriebs (ZLB) statt.
Die Regio Infra Nord-Ost GmbH & Co. KG gab am 3. April 2019 bekannt, die Strecke zwischen Parchim und Malchow stilllegen zu wollen. Am 18. November 2019 teilte die Landesregierung mit, dass man sich mit der Eigentümerin geeinigt hat, die Strecke zu erhalten und die Attraktivität beispielsweise durch zusätzliche Verkehre in der Sommersaison zu steigern.
Ab 21. Mai 2020 wurde der Verkehr zwischen Malchow und Parchim an den Wochenenden bis 30. August wieder aufgenommen. Einerseits wurden drei Zugpaare aus Waren über Malchow nach Karow verlängert. Andererseits verkehrten ebenfalls drei Zugpaare zwischen Parchim über Karow nach Plau am See an der Bahnstrecke Güstrow–Meyenburg.
Auf einem zehn Kilometer langen Abschnitt soll besonders breitbandiger öffentlicher Mobilfunk sowie Technik für den zukünftigen Bahnbetriebsfunk FRMCS erprobt werden. Deren Inbetriebnahme wurde im Februar 2024 bekanntgemacht. Testfahrten waren ab Frühjahr 2024 geplant, Ergebnisse sollten bis Ende 2024 vorliegen. Das Vorhaben wird inzwischen unter dem Titel GINT XT fortgeführt.

## Streckenbeschreibung

### Streckenverlauf
Die 117 Kilometer lange Strecke verband die Kreisstadt Parchim mit dem Bahnknoten Neubrandenburg. Sie bildete die Fortsetzung der Parchim-Ludwigsluster Eisenbahn und führte nach Überschreitung der Elde über Lübz und Karow nördlich der großen Seen entlang nach Waren (Müritz), benutzte dann fast sieben Kilometer der Lloydbahn Warnemünde–Güstrow–Neustrelitz bis Kargow und zweigte schließlich nach Osten über Penzlin nach Neubrandenburg ab.

### Betriebsstellen
Parchim

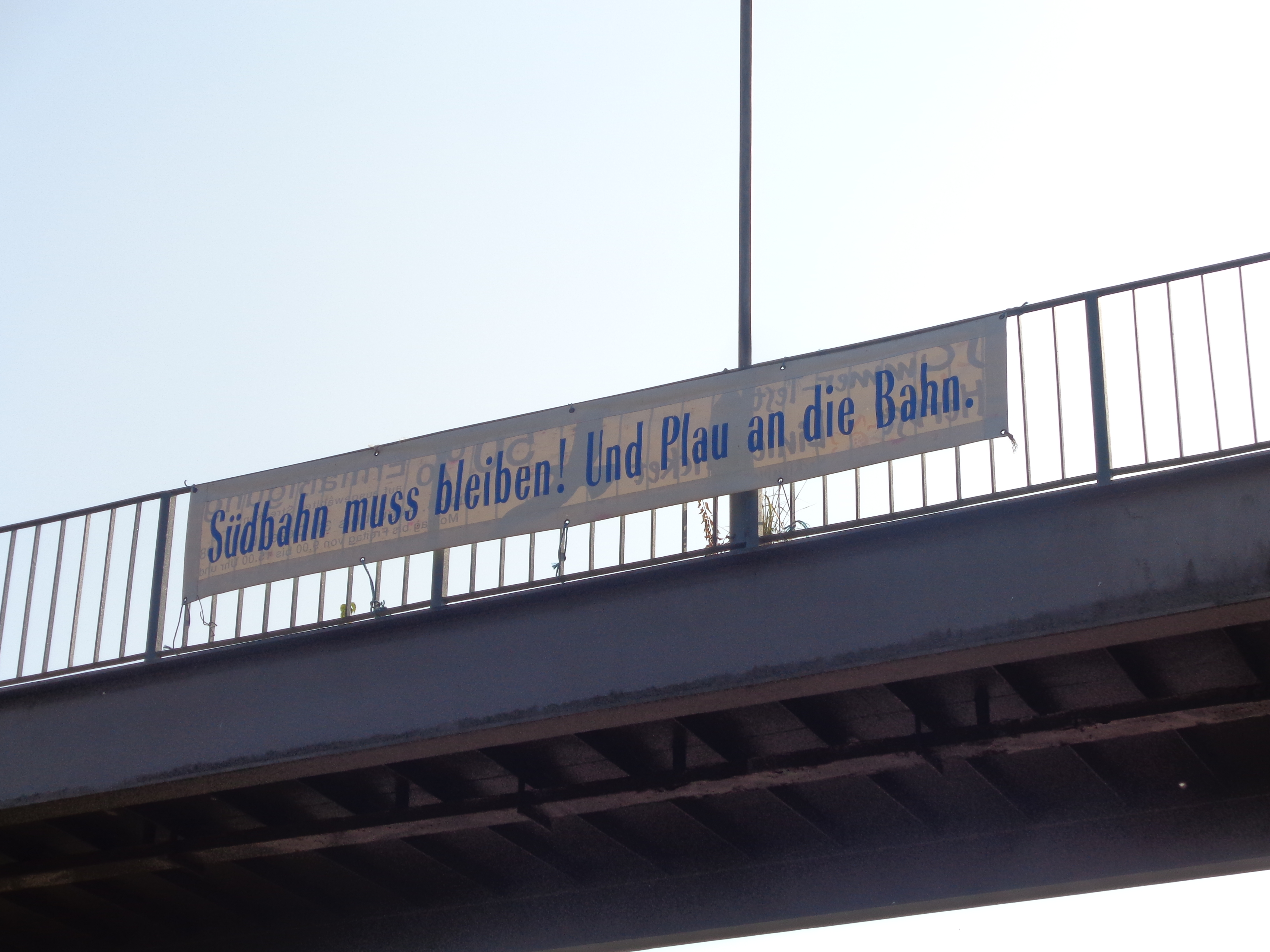
Spruchband in Karow

Den Bahnhof Parchim berühren bzw. berührten insgesamt vier Bahnstrecken. Neben der Bahnstrecke Parchim–Neubrandenburg sind das die Strecken Ludwigslust–Parchim, Schwerin–Parchim und ehemals Parchim–Suckow. Im Jahre 2000 wurde der Bahnhof umfangreich umgebaut. Das Bahnbetriebswerk und die meisten Güterverkehrsanlagen wurden abgebaut, nachdem kein fahrplanmäßiger Güterverkehr mehr stattfand. Bevor das Gleisbildstellwerk zum Einsatz kam, regelten drei mechanische Stellwerke den Verkehr. Das Empfangsgebäude und etliche andere Gebäude im Bahnhofsbereich stehen unter Denkmalschutz.
Haus- und Mittelbahnsteig sind barrierefrei ausgebaut, verfügen über eine Länge von 100 Metern sowie eine zu den eingesetzten Triebwagen passende Bahnsteighöhe von 55 Zentimetern.
Rom (Meckl)
Der Haltepunkt Rom ist inzwischen geschlossen. Bis 1994 war er noch Bahnhof. Der letzte fahrplanmäßige Zug hielt hier im Jahr 1996. Das Empfangsgebäude steht unter Denkmalschutz.
Lübz (Meckl)
Der Bahnhof der Stadt Lübz hatte vor der Bahnhofserweiterung für das Mineralwollewerk trotz des hohen Verkehrsaufkommens nur ein mechanisches Stellwerk. Im Zuge einer Bahnhofserweiterung erhielt Lübz ein Gleisbildstellwerk. Zeitweise stellte die Ostdeutsche Eisenbahn ihre Triebwagen im Bahnhof ab. Das Bahnhofsgebäude ist denkmalgeschützt.
Passow (Meckl)
Der frühere Bahnhof Passow war ab 1991 nur noch Haltestelle mit Schrankenwärter. 1994 folgte die Umwandlung in einen Haltepunkt. Die frühere Halbschrankenablage wurde im Jahr 1999 durch eine moderne RBÜT-Halbschrankenanlage ersetzt.
Gallin
Gallin ist mit einem mechanischen Stellwerk ausgestattet. Zum 1. Juni 1995 wurde der personenbediente Fahrkartenverkauf eingestellt und der Verkauf im Zug fortgeführt. Die Ladegleise und das zweite Hauptgleis wurden 2004 abgebaut. Seitdem ist Gallin nur noch Haltepunkt. Auch hier ist der einst signalabhängige Sicherungstechnik am Bahnübergang durch eine moderne Anlage ersetzt.
Zarchlin
Im Jahr 1991 wurde der Bahnhof in eine Haltestelle umgewandelt. Drei Jahre später wurden sämtliche Gleisanlagen mit Ausnahme des Streckengleises zurückgebaut. Die Betriebsstelle wurde nochmals in einen Haltepunkt umgewandelt. Seit 1996 wird Zarchlin nicht mehr bedient.
Karow (Meckl)
Karow ist Knotenpunkt dreier Bahnstrecken. Seit 2015 findet kein regelmäßiger Personenverkehr mehr statt. Das Empfangsgebäude und weitere Bauten sind denkmalgeschützt.
Alt Schwerin
Bis die Strecke in dem Abschnitt als Reparationsleistung abgebaut wurde, gab es in Alt Schwerin einen Bahnhof. Mit dem Wiederaufbau der Strecke der Strecke 1968 ging Alt Schwerin als Haltepunkt in Betrieb. In den 1970er-Jahren baute man ihn aus militärischen Gründen zum Bahnhof aus. 1990 folgte die Rückstufung zur Haltestelle. Ein verfallendes Stellwerksgebäude ist noch zu sehen.
Malchow Krebssee
Am 18. Mai 2023 wurde der Haltepunkt Malchow Krebssee in Betrieb genommen. Damit werden mehrere touristisch bedeutsame Ausflugsziele, wie "Affenwald" und "Sommerrodelbahn" per Bahn erreichbar.
Inselstadt Malchow
Am 6. Dezember 2012 ging der neue Haltepunkt in Betrieb, der näher zum Stadtkern als der Bahnhof Malchow liegt und barrierefrei ist. Dort entstanden u. a. Park- und Fahrradstellplätze.
Malchow (Meckl)
Bis 2012 veränderte sich der Bahnhof Malchow kaum. Durch den Anschluss eines Bauhofes herrscht ein gewisses Güteraufkommen. Zwei mechanische Stellwerke, ein nicht mehr benötigter Lokschuppen und ein alter Güterboden gehören zu den Anlagen. Der Bahnhof war bis 2014 Kreuzungspunkt der Reisezüge auf der weitgehend eingleisigen Strecke; seit Ende 2012 dient er jedoch nicht mehr zum Ein- und Aussteigen von Reisenden. Das Bahnhofsgebäude und einige weitere Bauten im Bahnhofsbereich sind denkmalgeschützt.
Nossentin
Zunächst war Nossentin Bahnhof, bald danach Haltepunkt. In den 1970er Jahren folgte der Ausbau zum Bahnhof zu militärischen Zwecken. 1990 kommt es zur Rückstufung zur Haltestelle. Eine damals noch vorhandene Schrankenanlage am Bahnübergang wurde zu DDR-Zeiten durch eine Haltelichtanlage ersetzt. Das Bahnhofsgebäude steht unter Denkmalschutz.
Jabel (Meckl)
Seit 1994 ist der ehemalige Bahnhof Jabel nur noch zu einem Haltepunkt zurückgestuft. Drei der damals noch signalabhängigen Bahnübergänge sind 1993  mit automatischen EBÜT 80-Anlagen mit Halbschranken ausgestattet worden, ein weiterer Bahnübergang wurde 1995 modernisiert. Das Bahnhofsgebäude steht unter Denkmalschutz.
Schwenzin
Der Haltepunkt Schwenzin hat keine größeren Veränderungen erfahren. Seit 1996 ist der Bahnübergang auch durch eine EBÜT 80 -Anlage mit Halbschranken gesichert. Während des Baus dieser Anlage sicherte ein örtlicher Posten diesen Bahnübergang.
Warenshof
Warenshof ist ein bisher unveränderter Haltepunkt, der Bahnübergang verfügt seit 1996 auch über eine EBÜT 80-Anlage mit Halbschranken.
Waren (Müritz)
Der Bahnhof ging 1885 mit der Eröffnung der Mecklenburgischen Südbahn in Betrieb und ersetzte eine seit 1879 bestehende Station an der Bahnstrecke Waren–Malchin in anderer Lage. 1886 kam die Bahnstrecke Neustrelitz–Warnemünde hinzu. Der Verkehr auf der Strecke nach Malchin wurde 1996 eingestellt. Waren war ein wichtiger Knotenpunkt und stets Halt von Fernzügen; auch heute halten noch einzelne IC-Züge. Bahnhofsgebäude und weitere Anlagen im Bahnhof stehen unter Denkmalschutz.
Waren (Müritz) Papenbergstraße
1977 ging der Haltepunkt Papenbergstraße außer Betrieb. Das alte Wartehäuschen wurde 2004 abgerissen.
Kargow
1885 wurde der Haltepunkt Kargow eröffnet. Ein Jahr später folgte schon der Ausbau zum Bahnhof; hier traf die Lloydbahn aus Neustrelitz auf die Südbahn. Nach 1945 wurden die Gleisanlagen als Reparationsleistung an die Sowjetunion abgebaut; bald darauf wurde die Südbahn bis Möllenhagen wieder aufgebaut. Um 1960 ging auch die Bahnstrecke von Neustrelitz nach Rostock wieder in Betrieb. 1970 verkehrte der letzte Personenzug nach Möllenhagen; der Güterverkehr blieb bestehen. Seit September 2011 wird der Bahnhof Kargow im Personenverkehr überhaupt nicht mehr bedient. Mit dem Ausbau der Bahnstrecke aus Neustrelitz wurde auch der Fahrdienstleiter aus dem Bahnhof abzogen, das denkmalgeschützte Bahnhofsgebäude steht leer.
Charlottenhof
Zunächst handelte es sich bei Charlottenhof nur um einen Schrankenposten. 1889 entstand ein Anschlussgleis zur Brennerei in Kargow. 1946 wurde ein Bahnsteig errichtet, was Charlottenhof nun zum Haltepunkt machte. 1963 wurde der Anschluss aufgelassen. Der Personenverkehr auf dem Streckenabschnitt ist seit 1970 eingestellt, sodass Charlottenhof bis zur Auflassung 1980 nur noch Schrankenposten war. Das ehemalige Empfangsgebäude wird privat genutzt.
Schwastorf-Dratow
Im Jahr 1885 wurde die Haltestelle Schwastorf-Dratow mit Ladestelle und Schrankenposten eröffnet. Den Güterverkehr stellte man 1963 ein. Ab 1970 blieb nur der Schrankenposten, der 1972 schließlich aufgelassen wurde. Seitdem ist der Bahnübergang nicht mehr technisch gesichert. Das Bahnhofsgebäude wird privat genutzt und steht unter Denkmalschutz.
Klein Plasten
Die Haltestelle Klein Plasten ging 1885 in Betrieb. Sie verfügte über einen Bahnsteig, Ladestelle, Güterboden und Schrankenposten. Von 1924 bis 1945 fand kein Güterverkehr statt; 1947 wurde er wieder aufgenommen. 1970 wurde Klein Plasten aufgelassen. Der Bahnübergang erhielt eine automatische Halbschranke.
Kraase
Die Haltestelle Kraase hatte bis 1963 eine Ladestelle für den Güterverkehr. 1970 wurde sie aufgelassen.
Möllenhagen
Mit der Eröffnung der Südbahn ging die Haltestelle in Betrieb. Seit 1924 war Möllenhagen Bahnhof. Ein Anschlussgleis zu einem Schotterwerk entstand 1925. Bis 1945 fand umfangreicher Güterverkehr statt. 1947 nahm man den Personenverkehr bis Möllenhagen wieder auf, der 1970 schon wieder eingestellt wurde. Eine besetzte Güterabfertigung existiert bis 1995 und ein Rangierleiter war bis 1997 im Einsatz. Regelmäßig bedienen noch Güterzüge das Betonwerk, das über eine eigene Werkslokomotive und umfangreiche Gleisanlagen verfügt. Das Bahnhofsgebäude steht unter Denkmalschutz.
Marihn
Der Streckenabschnitt um Marihn wurde nicht wieder aufgebaut. Im Jahr 1947 wurden die Gleisanlagen zurückgebaut. Ein Wohnhaus, der Bahndamm und eine Güterrampe sind noch zu erkennen.
Penzlin (Meckl)
Das Empfangsgebäude des Bahnhofs Penzlin ist erhalten und steht unter Denkmalschutz. Direkt am Bahnhof verläuft die heutige Umgehungsstraße.
Mallin
Das ehemalige Empfangsgebäude ist heute in privater Hand.
Wulkenzin
Das Gebäude des Bahnhofs Wulkenzin wurde abgerissen.
Neubrandenburg
Der Bahnhof Neubrandenburg ist Kreuzungsbahnhof der Berliner Nordbahn sowie der Bahnstrecke Bützow–Stettin. Früher war er noch mit der Südbahn und der Bahnstrecke Neubrandenburg–Friedland verbunden. Bahnhofsgebäude und mehrere Nebengebäude stehen unter Denkmalschutz.

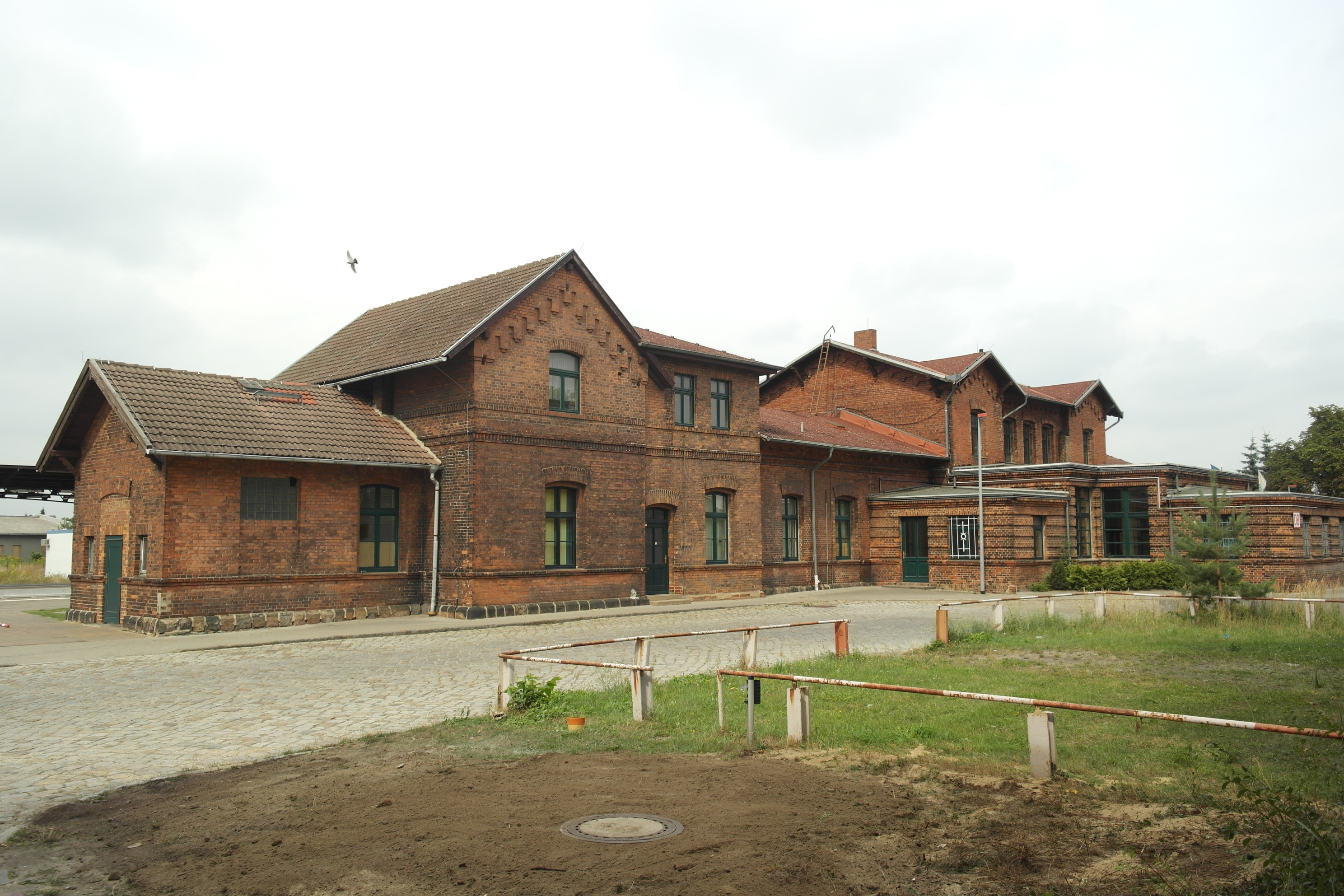
Parchim, Empfangsgebäude, 2013
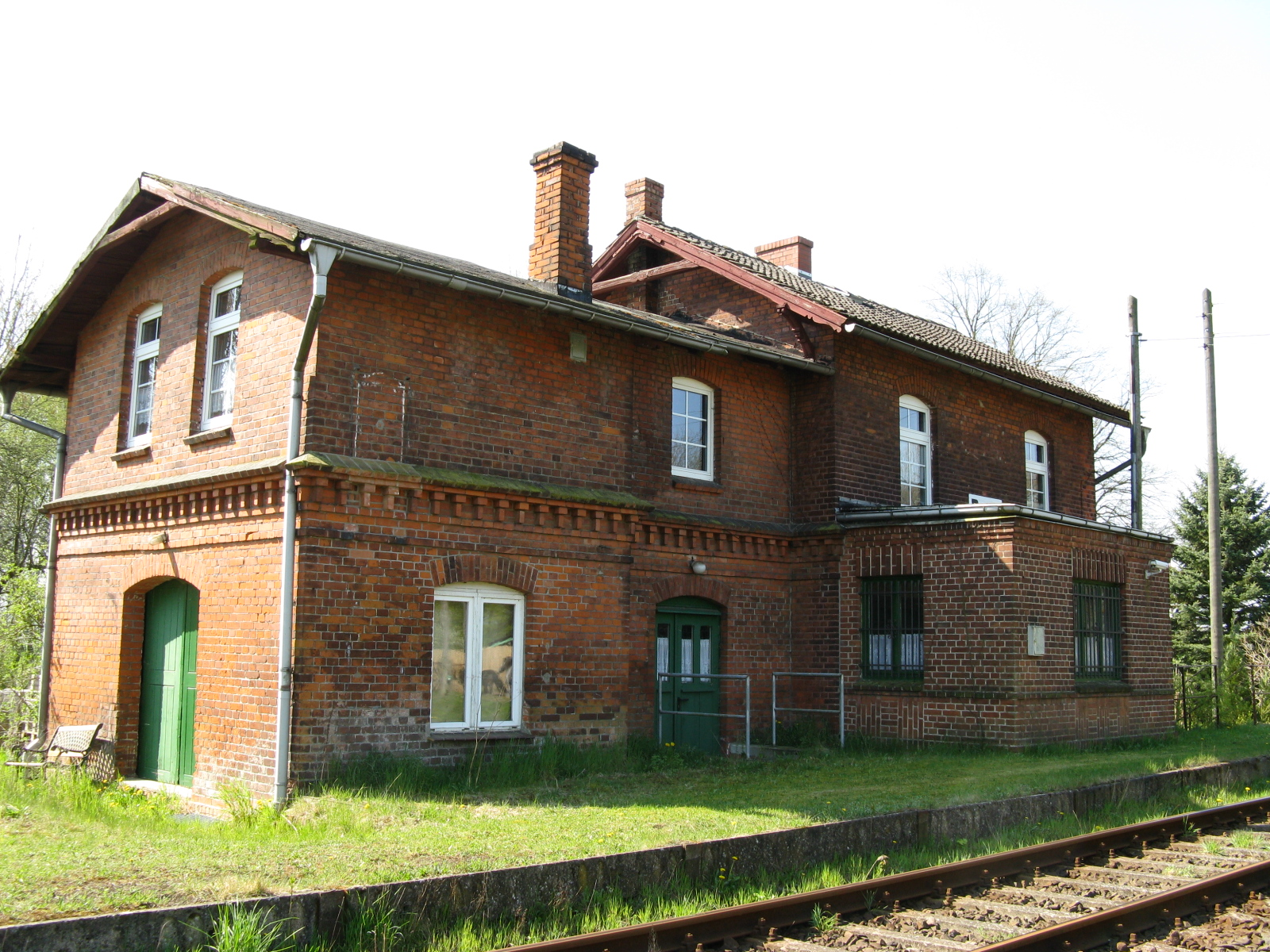
Rom, Empfangsgebäude, 2008
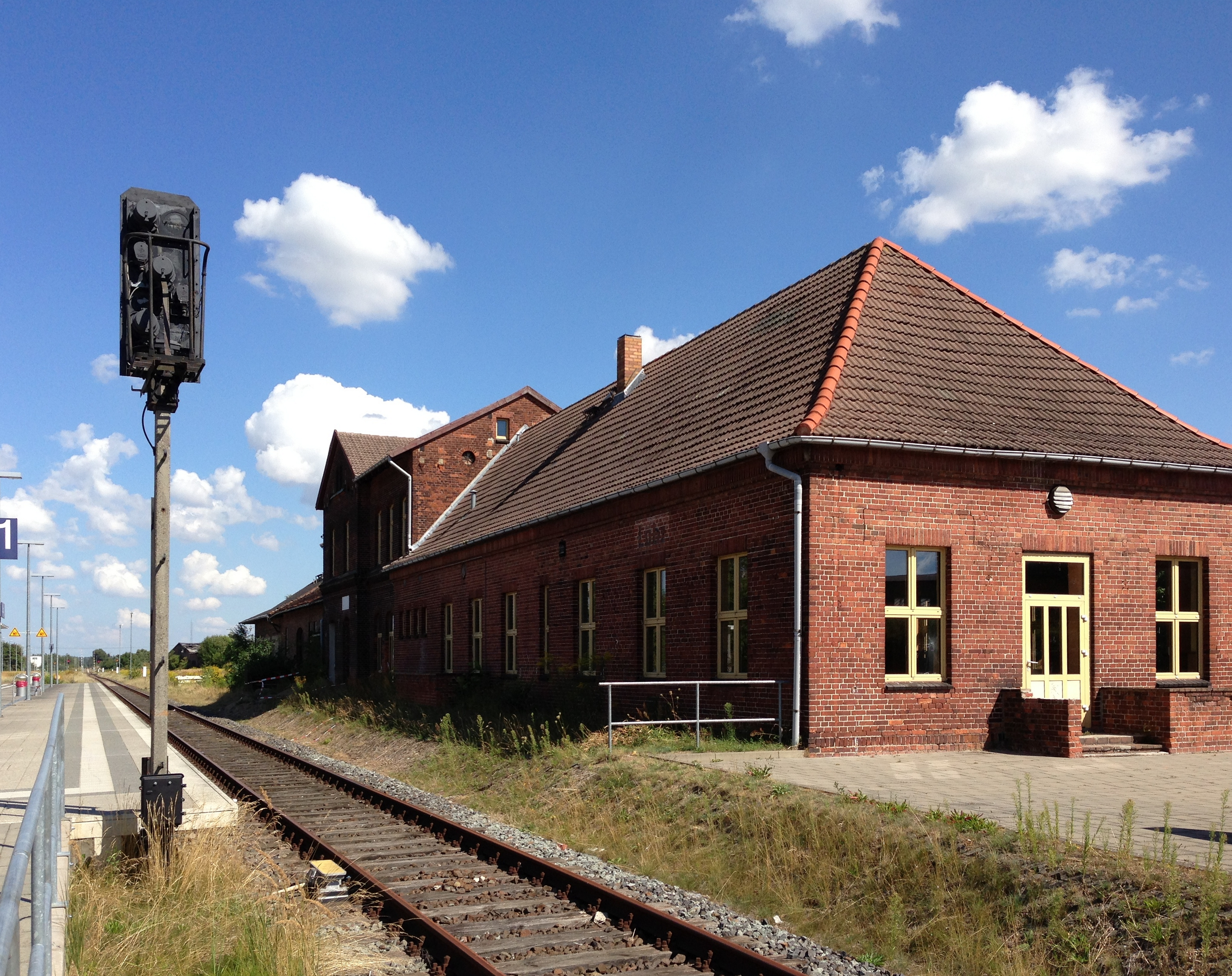
Lübz, Empfangsgebäude, 2013
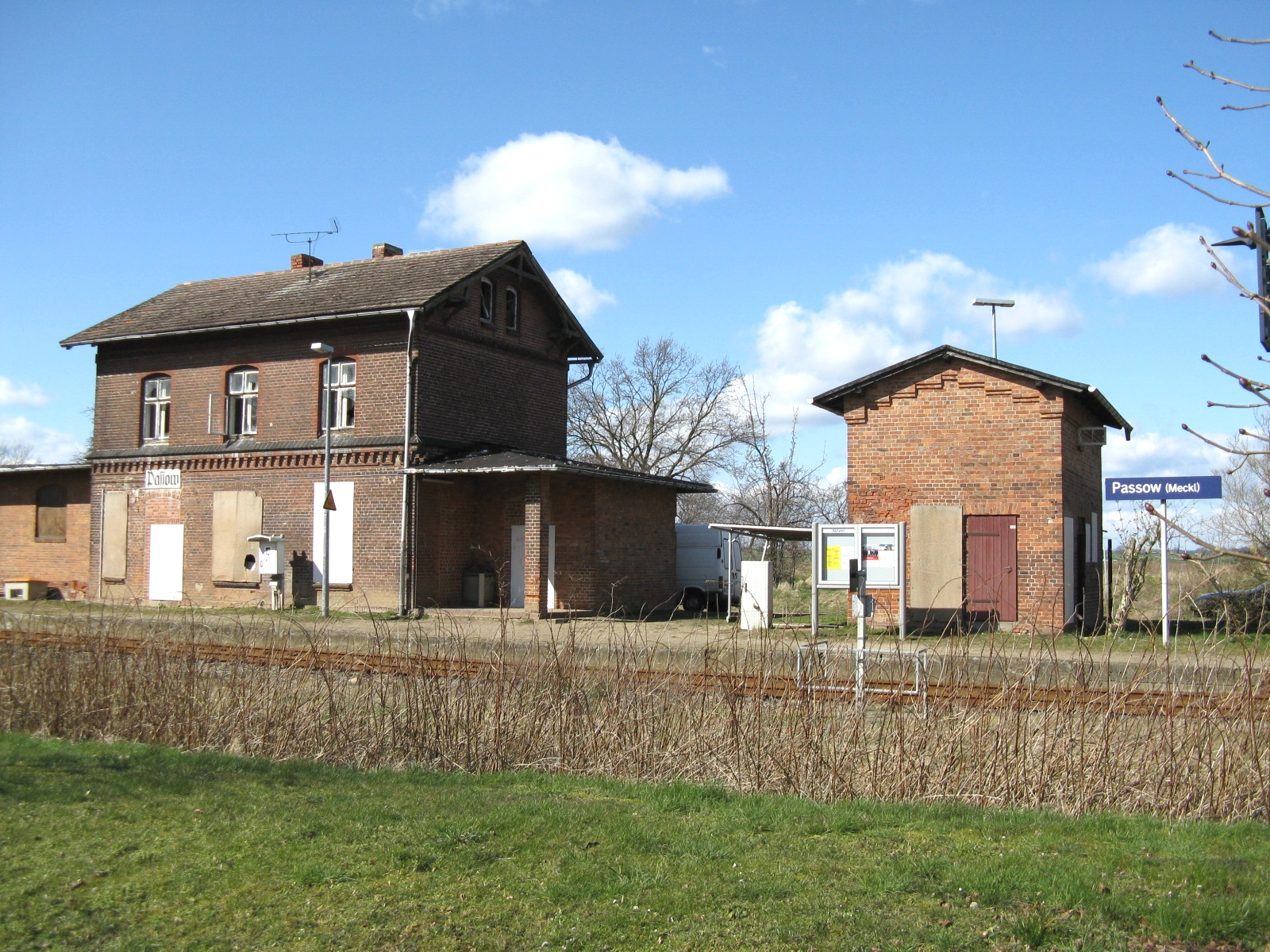
Passow, 2008
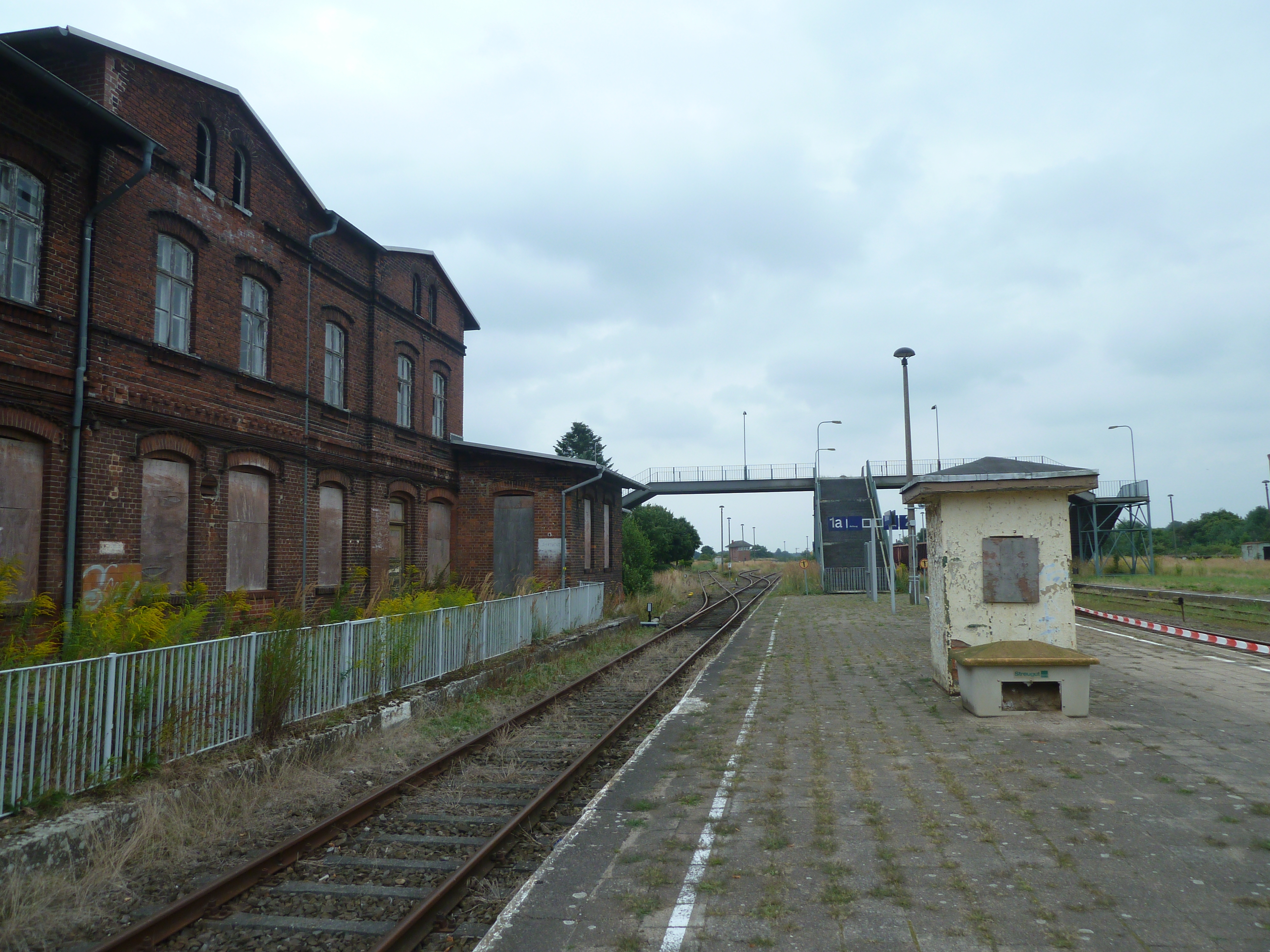
Karow, Bahnsteige, 2013
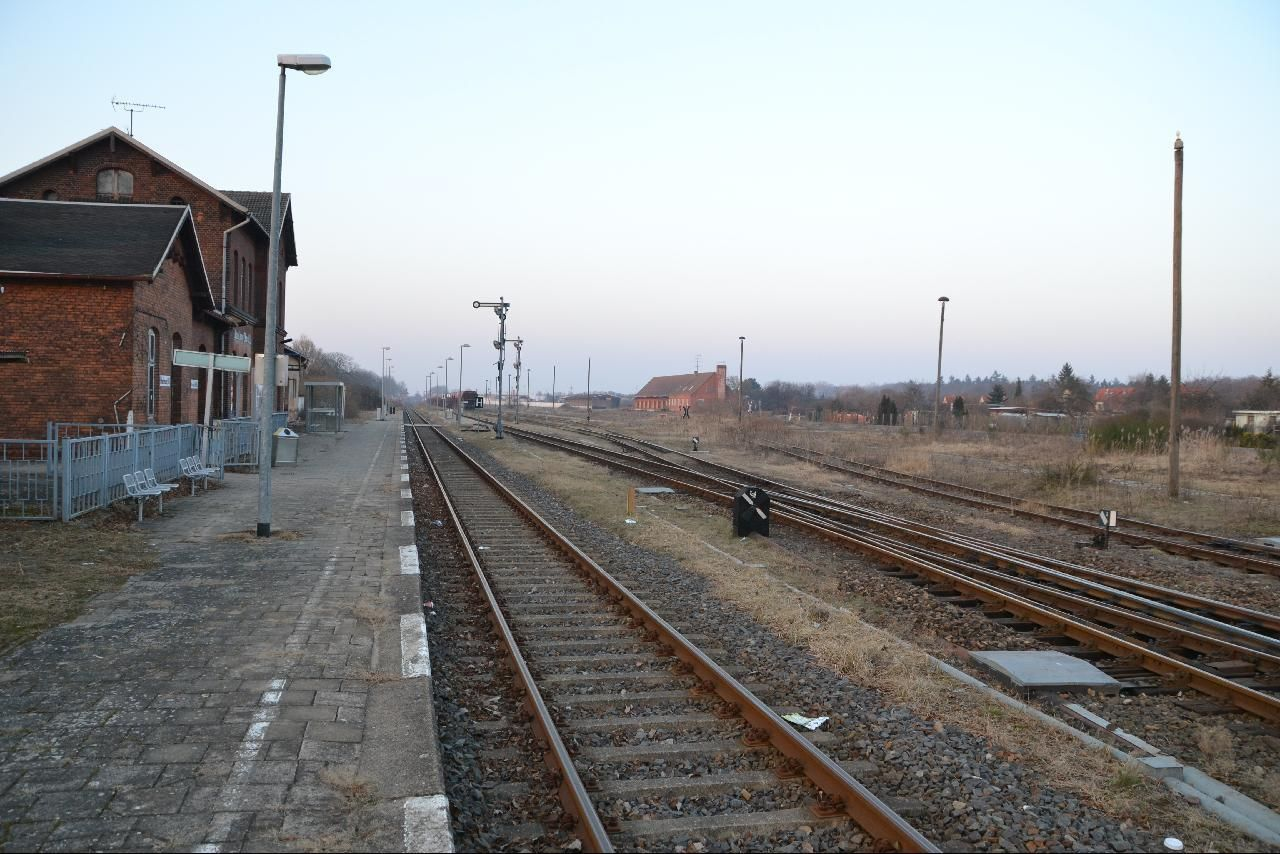
Malchow, 2011
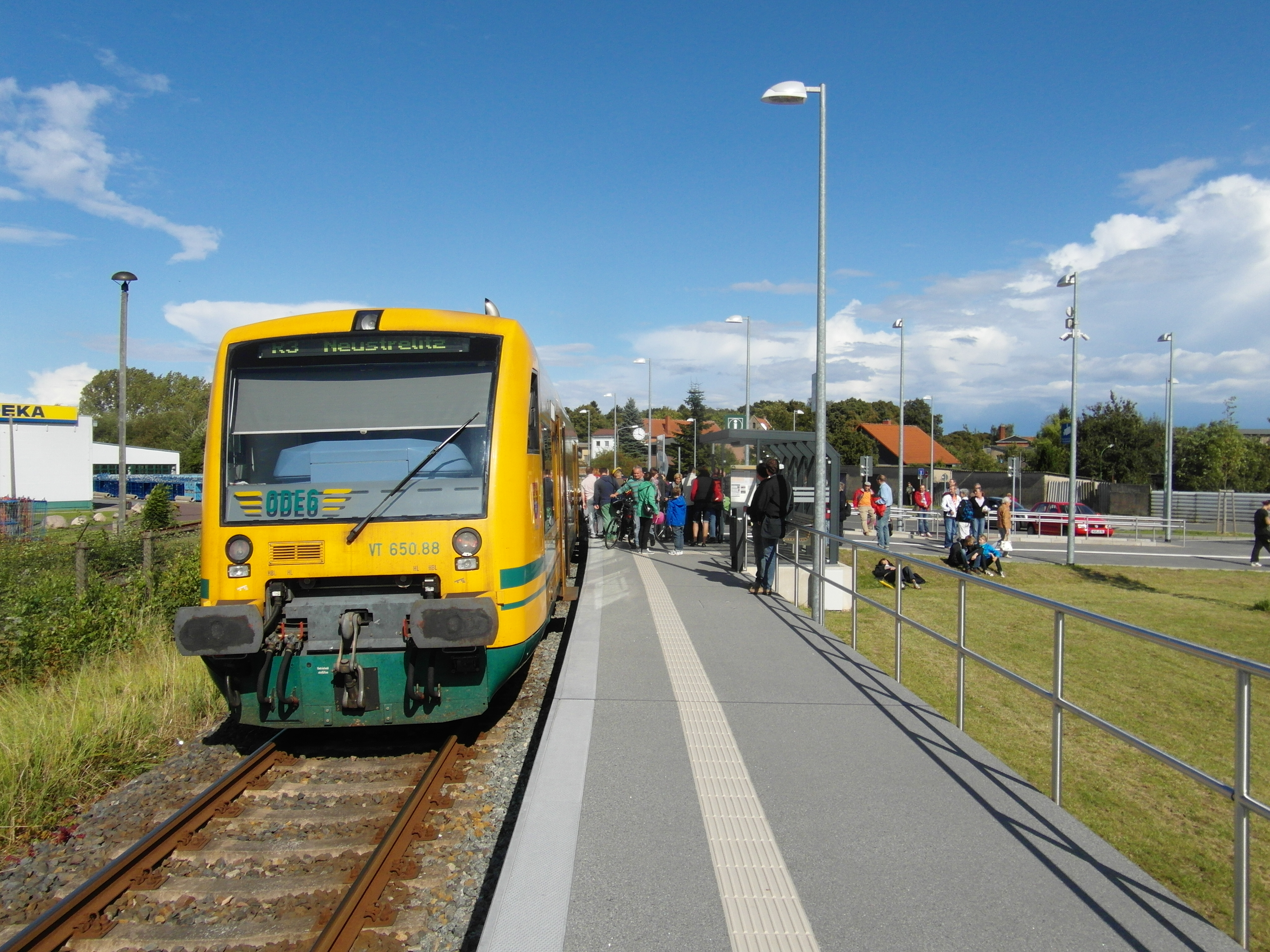
Inselstadt Malchow, 2014
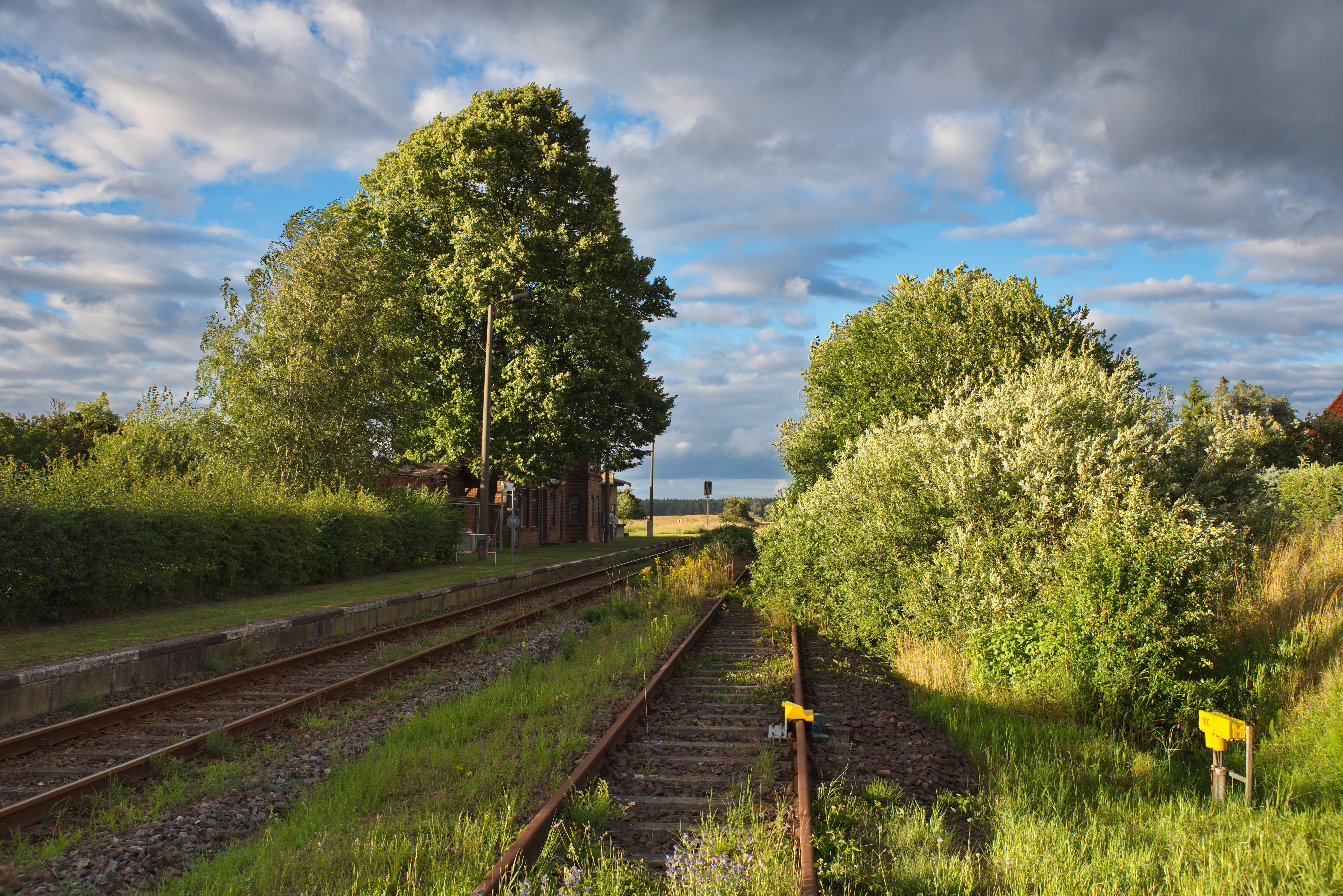
Nossentin, 2016
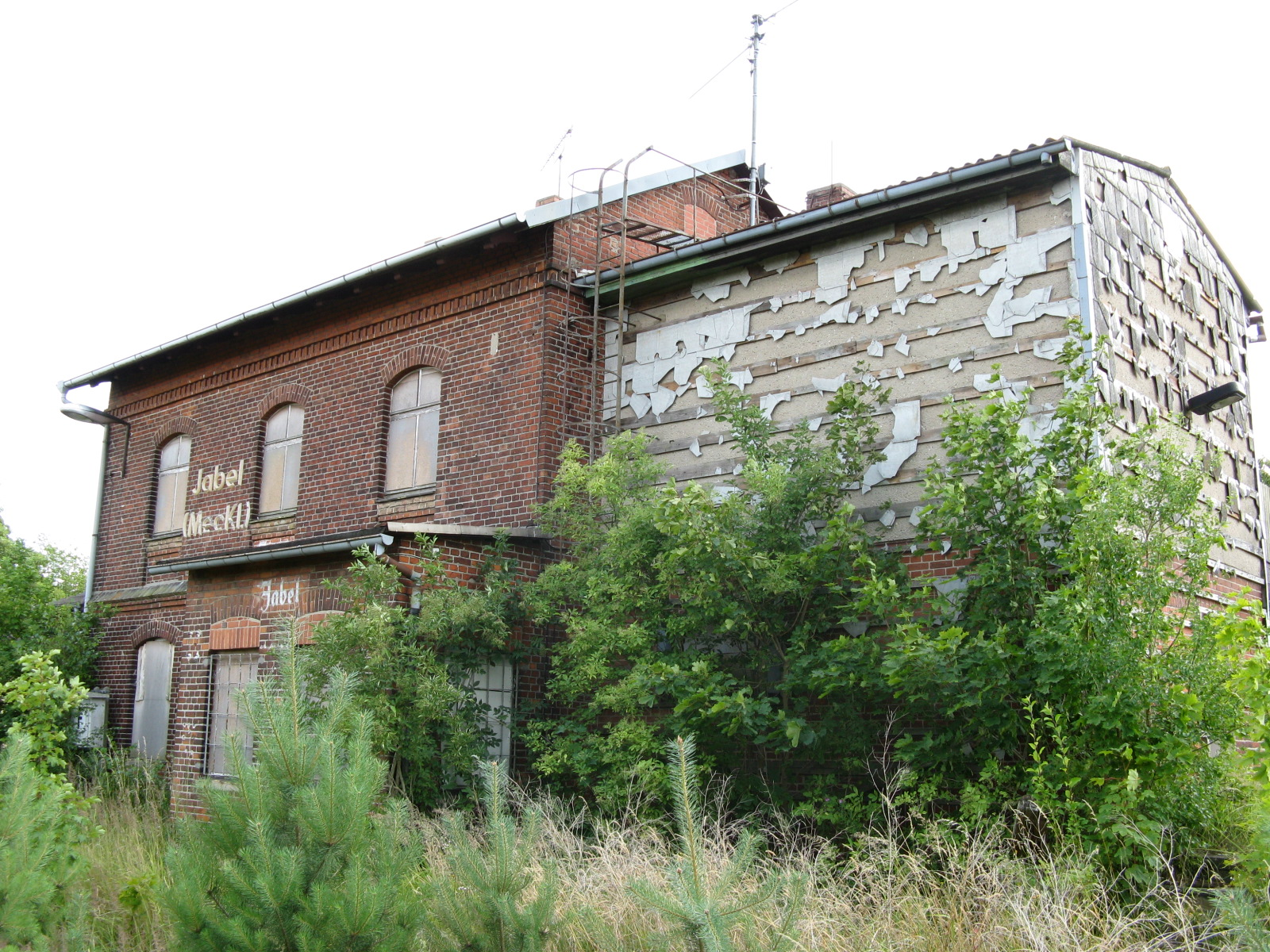
Jabel, Empfangsgebäude, 2009
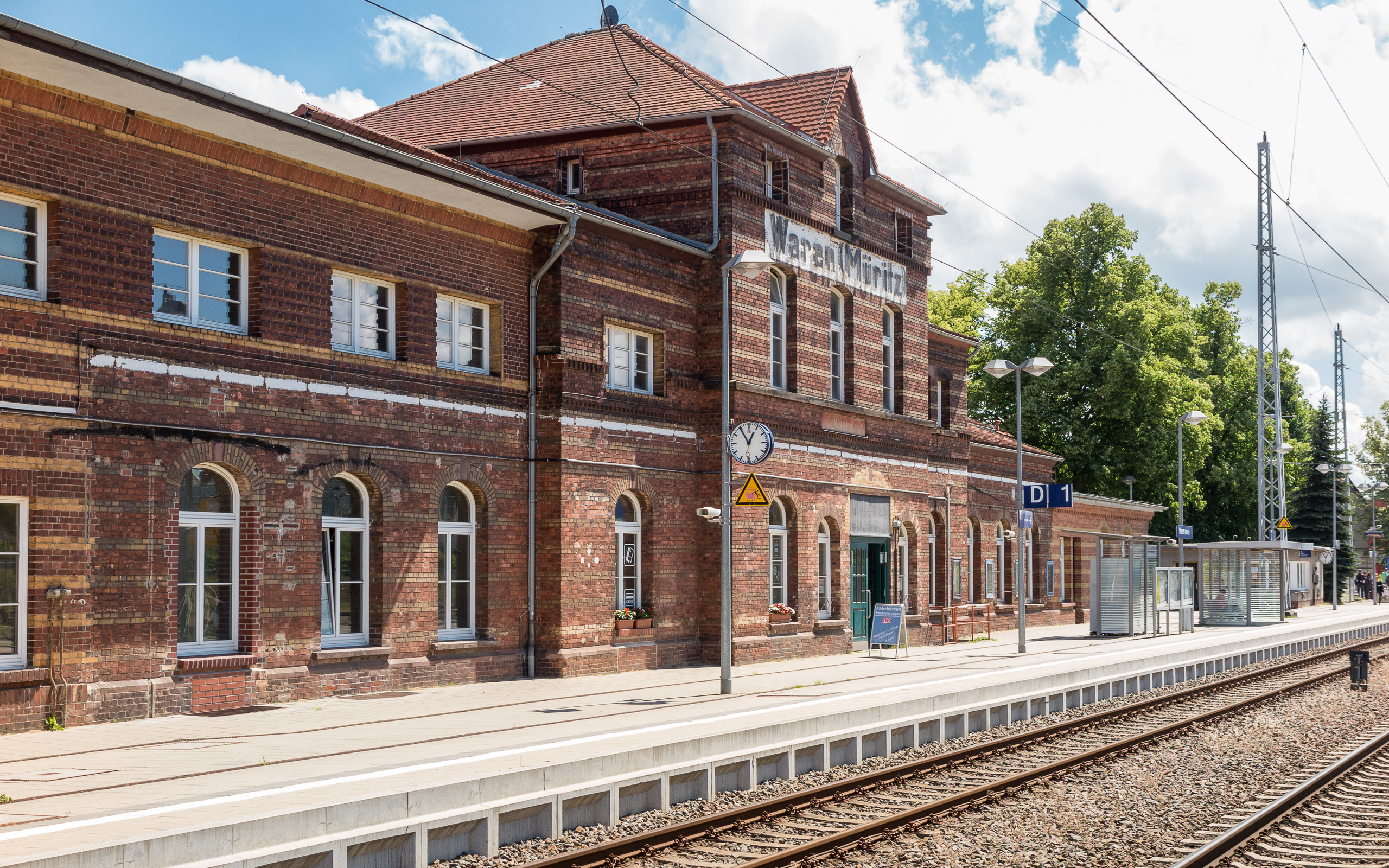
Waren, Empfangsgebäude, 2016
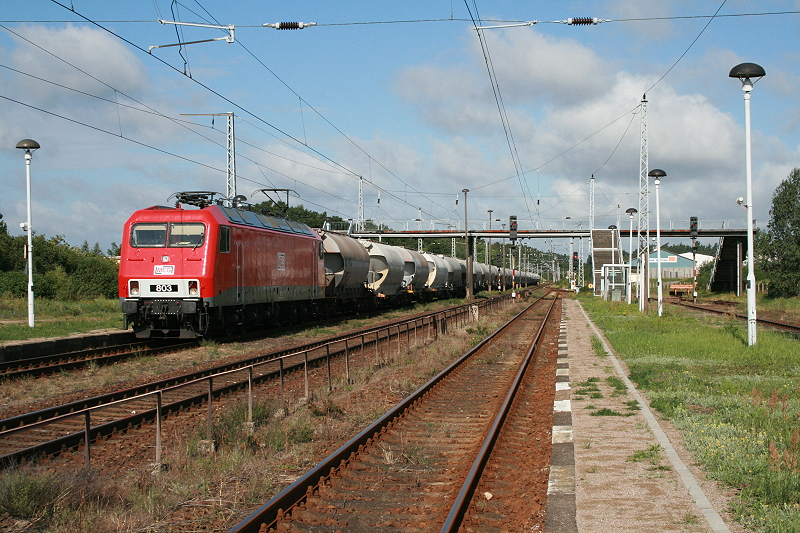
Kargow, 2008
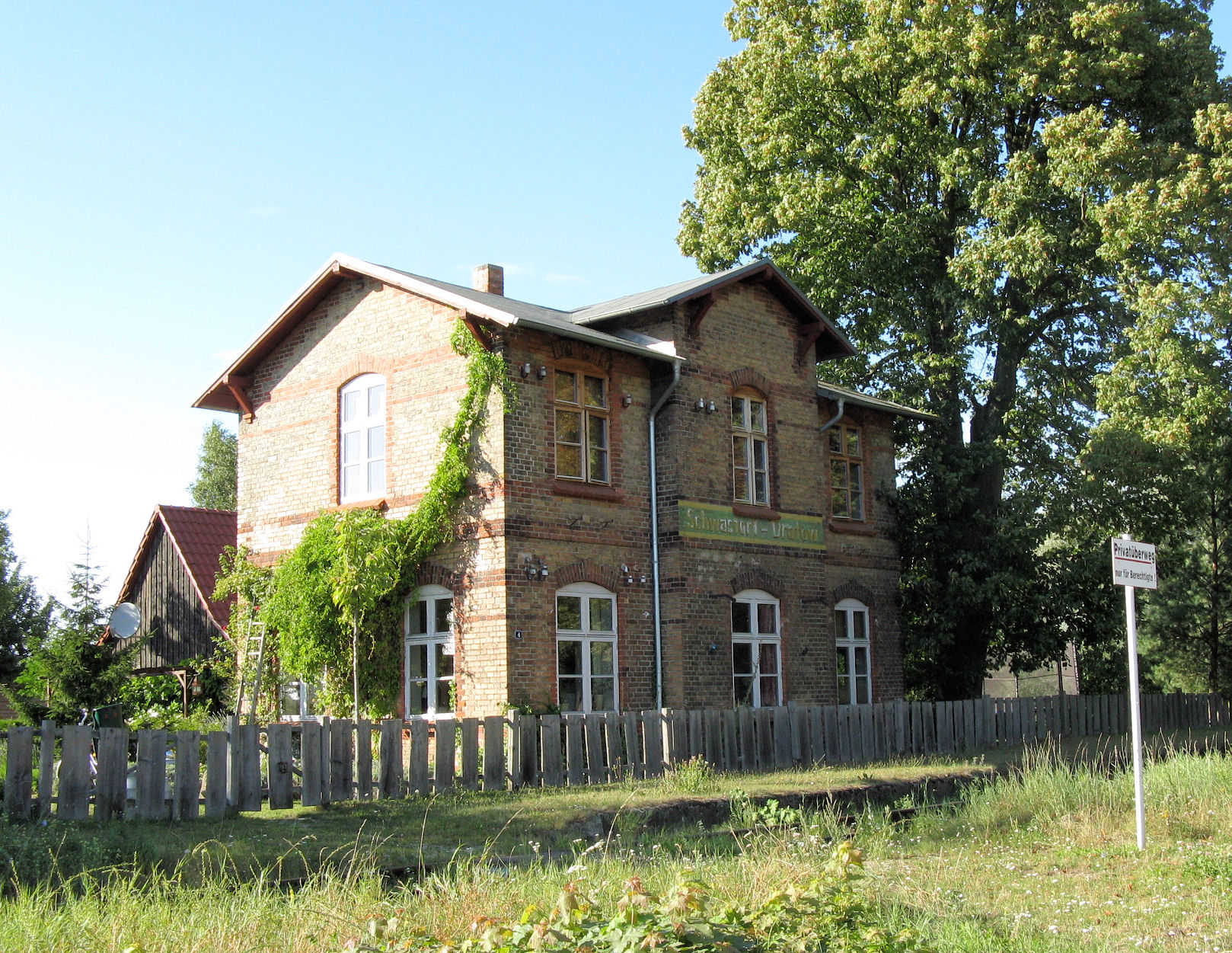
Schwastorf-Dratow, 2008
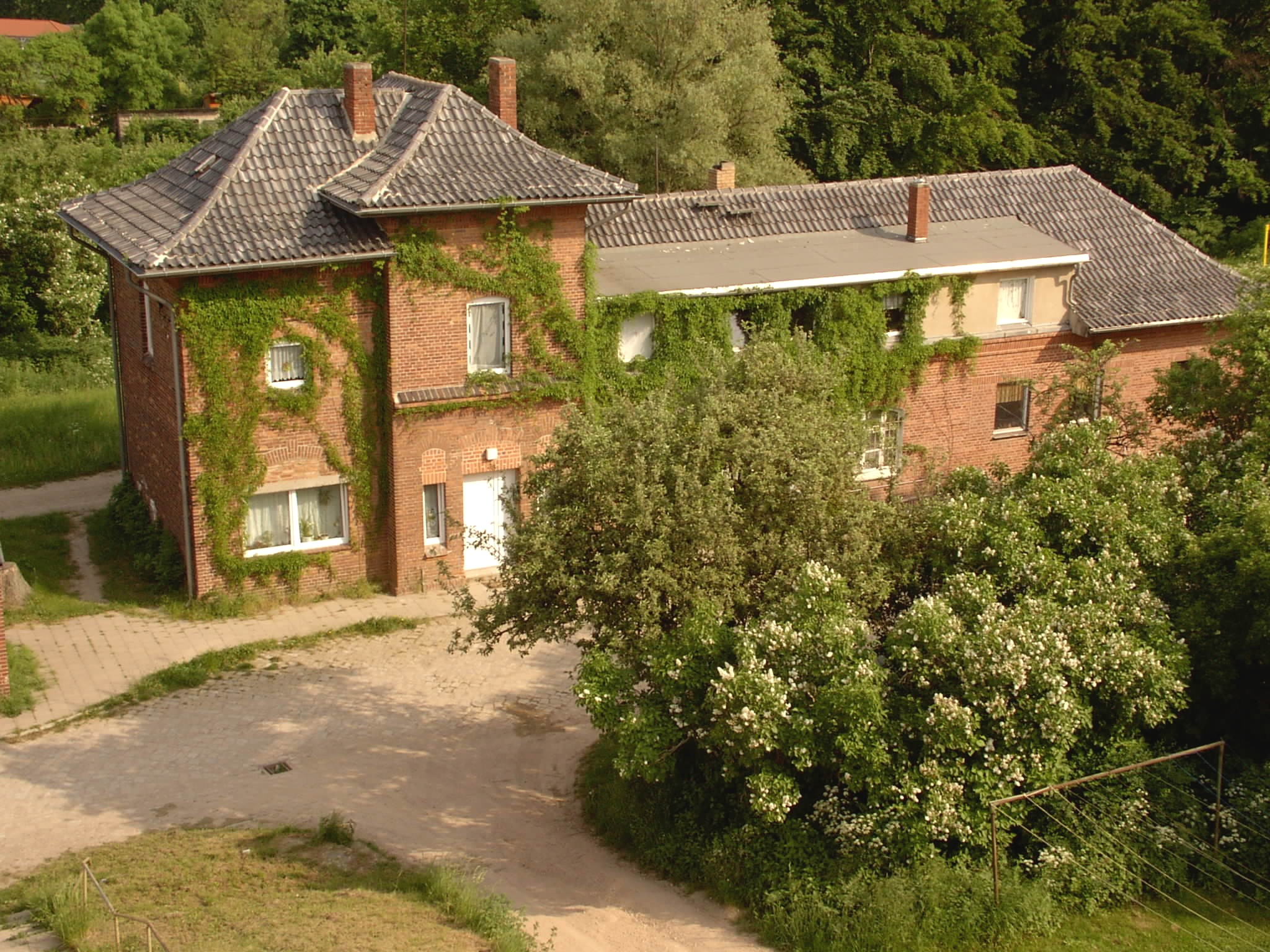
Mallin, Empfangsgebäude, 2007
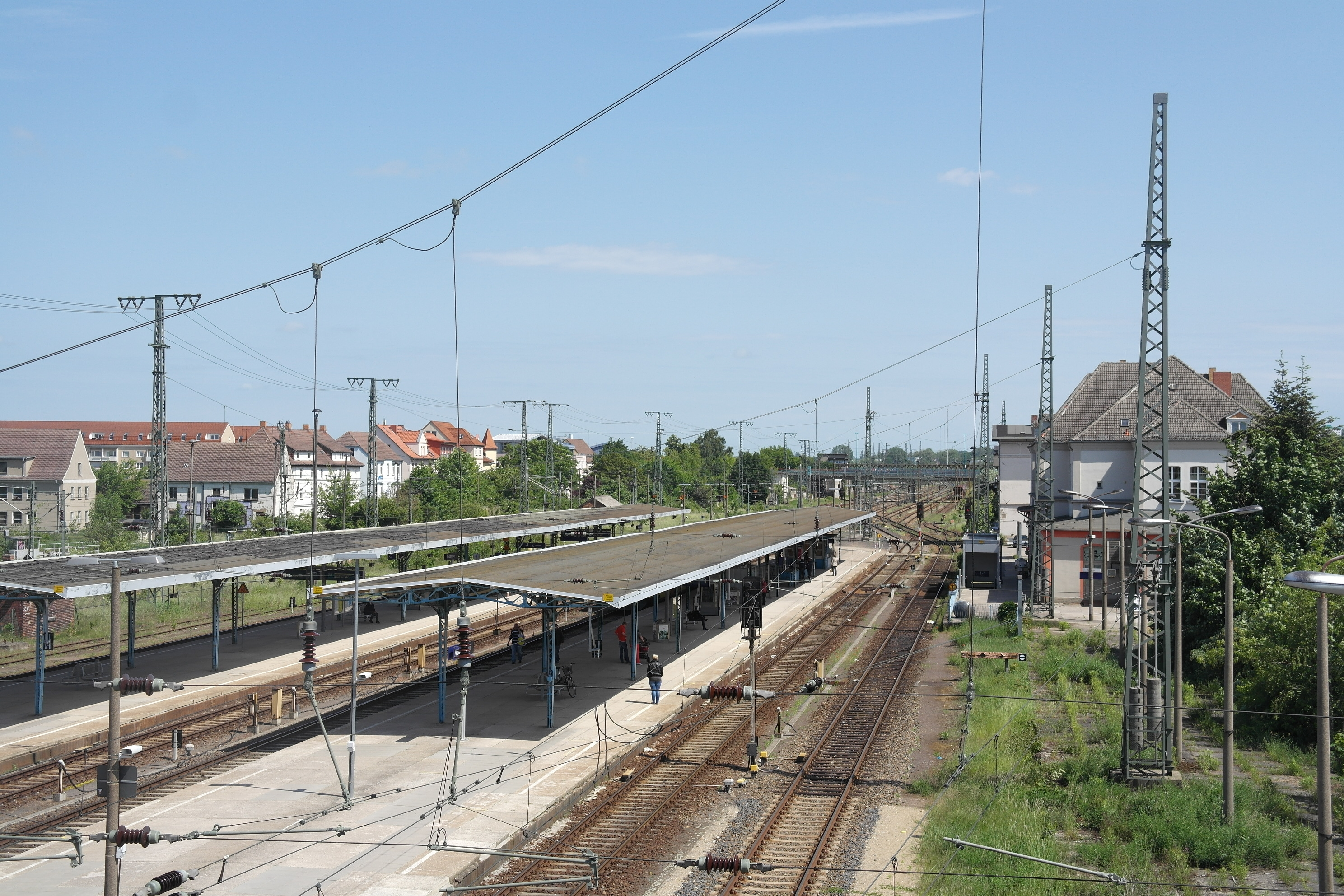
Neubrandenburg, 2013